# Frederik van Drakenburg
Frederick van Drakenborch en Drakenstein (1390-1451), ook Frederik van Drakenburg de Jonge,  was schout en schepen van Utrecht en woonde op het stadskasteel Drakenburg aan de Oudegracht in Utrecht. In 1415 werd hij schepen en van 1436-1438 hoofdschout van Utrecht.
Frederick de Jonge was de zoon van Frederick de Oude en Johanna van Lichtenberg. De jonge Frederick trouwde met Cornelia Taets van Oudaen en kreeg met haar een zoon, Ernst van Drakenburg en Oudaen (1430-1494)

## Drakensteyn
In 1359 werd voor het eerst melding gemaakt over een 'hofstede' Drakensteyn. Dan wordt Werner van Drakenborch en Drakenstein pachter van landgoed de Vuursche. Hij krijgt De Vuurse in erfpacht van het kapittel van Sint Jan. Uit de oorkonde blijkt ook dat hij in die omgeving al een versterkte hofstede Drakenborg bezat. Als Werner in 1360 nog meer land in pacht krijgt is ook sprake van de hofstede Drakenstein. De familie bezat tevens een steenhuis in Houten, een voorganger van het huidige kasteel Heemstede. In 1403 had Frederick de Oude van de stad Utrecht al toestemming gekregen om op het kasteel te wonen, zonder zijn burgerrecht te verliezen. Tot 1546 blijft Drakenstein in bezit van de familie Drakenborg. In 1634 werd Ernst van Reede eigenaar van Drakensteyn. Zijn zoon Gerard bouwde in 1640 een nieuw symmetrisch achthoekig huis, het huidige kasteel Drakensteyn op de plek van de oude hofstede.